# Sam Feldt
Sammy Boeddha Renders (Boxtel, Észak-Brabant, Hollandia,1993. augusztus 1. –), művésznevén Sam Feldt holland DJ, zenei producer, vállalkozó.

## Pályafutása

### Zenei karrierje
2015-ben adta ki feldolgozását Robin S. Show Me Love című dalából. A szám a Spinnin’ Records és a Polydor Records kiadók gondozásában jelent meg. A dal nagy sikereket ért el, negyedik lett a brit kislemezlistán, és a 21. volt a legjobbja a holland top 40-es listán. Ausztráliában a Show Me Love aranylemez státuszt ért el. Belgiumban 15. lett a dal, míg a Billboard Dance/Electronic Songs listáján a 13. helyig jutott. 2016-ban Sam Feldt kiadta Lucas & Steve-vel közösen Summer on You című slágerét. Negyedik lett a holland kislemezlistán, továbbá 2016 szeptemberében és októberében a legjátszottabb dal volt a holland rádiókban. A Summer on You később platinalemez lett Hollandiában. Feldt a DJ Mag Top 100-as listáján 2017-ben a 75. helyet érte el. Feldt was ranked on DJ Mag's list of the Top 100 DJs of 2017 at 75.
A Billboard egyik cikkében Feldtet egy „modern house szupersztárnak” nevezte, a Show Me Love-hoz készült feldolgozásáról pedig azt írták, hogy „míg Anne újraformálja a híres dallamot, Feldt az eredeti számot egy pezsgő deep house ütemmel látta el”. Feldt debütáló albuma Sunrise címmel 2017. október 6-án jelent meg a Spinnin’ Recordsnál. 2017. november 24-én adta ki Sunrise to Sunset című dupla albumát, mely a debütáló stúdióalbumának dalai mellett 12 újabb számot is tartalmaz. Ezt követően jelent meg After The Sunset címmel remixalbuma, melyen olyan előadók remixei is hallhatóak, mint Zonderling, Breathe Carolina és Calvo. 2019-ben jelent meg Post Malone című slágere, mely 2020 novemberéig több mint 375 millió streamet ért el a Spotify-on.
Sam Feldt Live nevű projektjével Feldt a digitális produceri munkáját élő hangszerekkel vegyíti. Együttesében Quirijn trombitán, míg Tariq szaxofonon zenélnek, és Feldt számos dalában közreműködtek.
2020-ban Heartfeldt Records néven megalapította saját kiadóját, amellyel az első hivatalos kiadványa az Ella Hendersonnal közös Hold Me Close volt. The Heartfeldt Foundation néven létrehozta saját jótékonysági alapítványát is, amellyel a globális felmelegedésre kívánja felhívni a figyelmet. Az alapítványt olyan híres DJ-k támogatják, mint Goldfish, Jay Hardway és Blond:ish.

## Diszkográfia

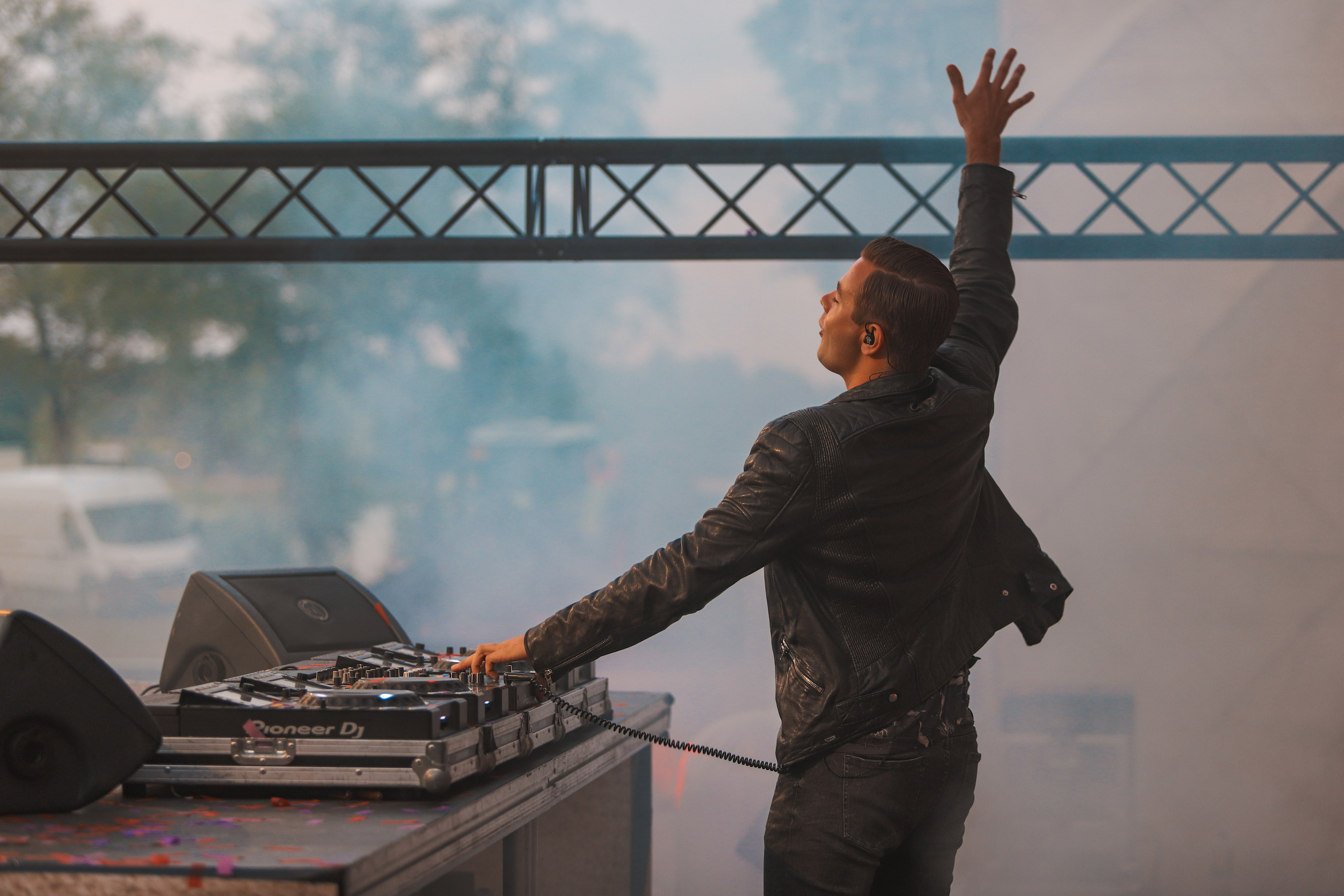
Sam Feldt 2019-ben

### Albumok

#### Stúdióalbumok
| Cím     | Részletek                                                                      |
| ------- | ------------------------------------------------------------------------------ |
| Sunrise | - Megjelent: 2017. október 6. - Kiadó: Spinnin’ - Formátum: Digitális letöltés |

#### Válogatásalbumok
| Cím               | Részletek                                                                        |
| ----------------- | -------------------------------------------------------------------------------- |
| Sunrise to Sunset | - Megjelent: 2017. november 24. - Kiadó: Spinnin’ - Formátum: Digitális letöltés |

#### Remixalbumok
| Cím              | Részletek                                                                       |
| ---------------- | ------------------------------------------------------------------------------- |
| After the Sunset | - Megjelent: 2018. február 19. - Kiadó: Spinnin’ - Formátum: Digitális letöltés |

### Középlemezek
| Cím             | Részletek                                                                                  |
| --------------- | ------------------------------------------------------------------------------------------ |
| Been a While    | - Megjelent: 2016. március 4. - Kiadó: Spinnin’ Deep - Formátum: Digitális letöltés        |
| Magnets         | - Megjelent: 2019. május 24. - Kiadó: Spinnin’ Records - Formátum: Digitális letöltés      |
| Home Sweet Home | - Megjelent: 2020. november 27. - Kiadó: Heartfeldt Records - Formátum: Digitális letöltés |

### Kislemezek
| Cím                                                              | Év   | Legjobb helyezés | Legjobb helyezés | Legjobb helyezés | Legjobb helyezés | Legjobb helyezés | Legjobb helyezés | Legjobb helyezés | Legjobb helyezés | Legjobb helyezés | Legjobb helyezés | Minősítések                                                                                | Album                  |
| Cím                                                              | Év   | NLD              | AUS              | AUT              | BEL              | DEN              | FRA              | GER              | SWE              | SWI              | UK               | Minősítések                                                                                | Album                  |
| ---------------------------------------------------------------- | ---- | ---------------- | ---------------- | ---------------- | ---------------- | ---------------- | ---------------- | ---------------- | ---------------- | ---------------- | ---------------- | ------------------------------------------------------------------------------------------ | ---------------------- |
| Bloesem (De Hofnarral)                                           | 2014 | —                | —                | —                | —                | —                | —                | —                | —                | —                | —                |                                                                                            | Nem jelent meg albumon |
| Hot Skin (Kav Verhouserrel)                                      | 2014 | —                | —                | —                | —                | —                | —                | —                | —                | —                | —                |                                                                                            | Nem jelent meg albumon |
| Show Me Love (közreműködik Kimberly Anne)                        | 2015 | 15               | 19               | 30               | 11               | 39               | 82               | 39               | 50               | 38               | 4                | - ARIA: arany - BPI: platina - BVMI: arany                                                 | Nem jelent meg albumon |
| Midnight Hearts (The Himmel, közreműködik Angi3)                 | 2015 | —                | —                | —                | —                | —                | —                | —                | —                | —                | —                |                                                                                            | Nem jelent meg albumon |
| Drive You Home (The Himmel, közreműködik The Donnies The Amys)   | 2015 | —                | —                | —                | —                | —                | —                | —                | —                | —                | —                |                                                                                            | Nem jelent meg albumon |
| Been a While                                                     | 2016 | —                | —                | —                | —                | —                | —                | —                | —                | —                | —                |                                                                                            | Been a While           |
| Shadows of Love (közreműködik Heidi Rojas)                       | 2016 | —                | —                | —                | —                | —                | —                | —                | —                | —                | —                |                                                                                            | Nem jelent meg albumon |
| Summer on You (Lucas & Steve-vel, közreműködik Wulf)             | 2016 | 4                | —                | —                | —                | —                | —                | —                | 93               | —                | —                |                                                                                            | Nem jelent meg albumon |
| Runaways (Deependdel, közreműködik Teemu)                        | 2016 | —                | —                | —                | —                | —                | —                | —                | 89               | —                | —                |                                                                                            | Nem jelent meg albumon |
| What About the Love                                              | 2016 | —                | —                | —                | —                | —                | —                | —                | —                | —                | —                |                                                                                            | Nem jelent meg albumon |
| Open Your Eyes (Hook n Slinggel)                                 | 2017 | —                | —                | —                | —                | —                | —                | —                | —                | —                | —                |                                                                                            | Nem jelent meg albumon |
| Fade Away (Lush & Simonnal, közreműködik Inna)                   | 2017 | —                | —                | —                | —                | —                | —                | —                | —                | —                | —                |                                                                                            | Sunrise                |
| Yes (közreműködik Akon)                                          | 2017 | —                | —                | —                | —                | —                | —                | —                | 86               | —                | —                |                                                                                            | Sunrise                |
| Be My Lover (Alex Schulz-cal)                                    | 2017 | —                | —                | —                | —                | —                | —                | —                | —                | —                | —                |                                                                                            | Sunrise                |
| Wishing Well (közreműködik Olivia Sebastianelli)                 | 2017 | —                | —                | —                | —                | —                | —                | —                | —                | —                | —                |                                                                                            | Sunrise to Sunset      |
| Down for Anything (Möwe-vel, közreműködik Karra)                 | 2018 | —                | —                | —                | —                | —                | —                | —                | —                | —                | —                |                                                                                            | Nem jelent meg albumon |
| Know You Better (Lvndscape-pel, közreműködik Tessa)              | 2018 | —                | —                | —                | —                | —                | —                | —                | —                | —                | —                |                                                                                            | Nem jelent meg albumon |
| Qing Fei De Yi (情非得已) (Trouze-zal, közreműködik Derrick Hoh) | 2018 | —                | —                | —                | —                | —                | —                | —                | —                | —                | —                |                                                                                            | Nem jelent meg albumon |
| Heaven (Don't Have a Name) (featuring Jeremy Renner)             | 2018 | —                | —                | —                | —                | —                | —                | —                | —                | —                | —                |                                                                                            | Nem jelent meg albumon |
| Gold (közreműködik Kate Ryan)                                    | 2019 | —                | —                | —                | 27               | —                | —                | —                | —                | —                | —                |                                                                                            | Nem jelent meg albumon |
| One Day (Yves V-vel, közreműködik Rozes)                         | 2019 | —                | —                | —                | —                | —                | —                | —                | —                | —                | —                |                                                                                            | Magnets                |
| Magnets (közreműködik Sophie Simmons)                            | 2019 | —                | —                | —                | —                | —                | —                | —                | —                | —                | —                |                                                                                            | Magnets                |
| Hide & Seek (Srnoval, közreműködik Joe Housley)                  | 2019 | —                | —                | —                | —                | —                | —                | —                | —                | —                | —                |                                                                                            | Magnets                |
| Post Malone (közreműködik Rani)                                  | 2019 | 16               | 27               | 50               | 81               | 37               | —                | 46               | 82               | 59               | 10               | - ARIA: platina - BPI: platina - BVMI: arany - IFPI AUT: arany - MC: platina - RIAA: arany | Magnets                |
| Winter Wonderland                                                | 2019 | —                | —                | —                | —                | —                | —                | —                | —                | 78               | —                |                                                                                            | Nem jelent meg albumon |
| 2 Hearts (a Sigmával, közreműködik Gia Koka)                     | 2020 | 93               | —                | —                | 76               | —                | —                | —                | —                | —                | —                |                                                                                            | Nem jelent meg albumon |
| Hold Me Close (közreműködik Ella Henderson)                      | 2020 | —                | —                | —                | —                | —                | —                | —                | —                | —                | —                |                                                                                            | Nem jelent meg albumon |
| Far Away from Home (Vize-zal, közreműködik Leony)                | 2020 | —                | —                | —                | —                | —                | —                | —                | —                | —                | —                |                                                                                            | Nem jelent meg albumon |
| You Should Know (Fedde Le Granddal, közreműködik Craig Smart)    | 2020 | —                | —                | —                | —                | —                | —                | —                | —                | —                | —                |                                                                                            | Nem jelent meg albumon |
| Use Your Love (The Himmel, közreműködik Goldford)                | 2020 | —                | —                | —                | —                | —                | —                | —                | —                | —                | —                |                                                                                            | Nem jelent meg albumon |
| Paradise (Stevie Appletonnal)                                    | 2020 | —                | —                | —                | —                | —                | —                | —                | —                | —                | —                |                                                                                            | Nem jelent meg albumon |
| Home Sweet Home (közreműködik Alma és Digital Farm Animals)      | 2020 | —                | —                | —                | —                | —                | —                | —                | —                | —                | —                |                                                                                            | Home Sweet Home        |
| The Best Days (Karma Childdal, közreműködik Tabitha)             | 2020 | —                | —                | —                | —                | —                | —                | —                | —                | —                | —                |                                                                                            | Home Sweet Home        |
| Everything About You (közreműködik P<3lly)                       | 2020 | —                | —                | —                | —                | —                | —                | —                | —                | —                | —                |                                                                                            | Home Sweet Home        |
| Stronger (közreműködik Kesha)                                    | 2021 | —                | —                | —                | —                | —                | —                | —                | —                | —                | —                |                                                                                            | Nem jelent meg albumon |
| "—" nem szerepelt listán, vagy nem jelent meg az országban.      |      |                  |                  |                  |                  |                  |                  |                  |                  |                  |                  |                                                                                            |                        |

### Remixek
- 2019: AJ Mitchell közreműködik Ava Max – Slow Dance (Sam Feldt Remix)[61]
- 2019: James Blunt – The Truth (Sam Feldt Remix)[62]
- 2019: Ed Sheeran közreműködik Camila Cabello és Cardi B – South of the Border (Sam Feldt Remix)[63]
- 2020: Möwe közreműködik Conor Maynard és Rani – Talk to Me (Sam Feldt Edit)[64]
- 2020: Jaymes Young – Happiest Year (Sam Feldt Remix)[65]
- 2020: JeeCee – Milavain (Sam Feldt Edit)[66]
- 2020: Dermot Kennedy – Giants (Sam Feldt Remix)[67]
- 2021: Sam Fischer és Demi Lovato – What Other People Say (Sam Feldt Remix)[68]

## Fordítás
- Ez a szócikk részben vagy egészben  a   Sam Feldt című angol Wikipédia-szócikk fordításán alapul.  Az eredeti cikk szerkesztőit annak laptörténete sorolja fel. Ez a jelzés csupán a megfogalmazás eredetét és a szerzői jogokat jelzi, nem szolgál a cikkben szereplő információk forrásmegjelöléseként.